# 靈岩山

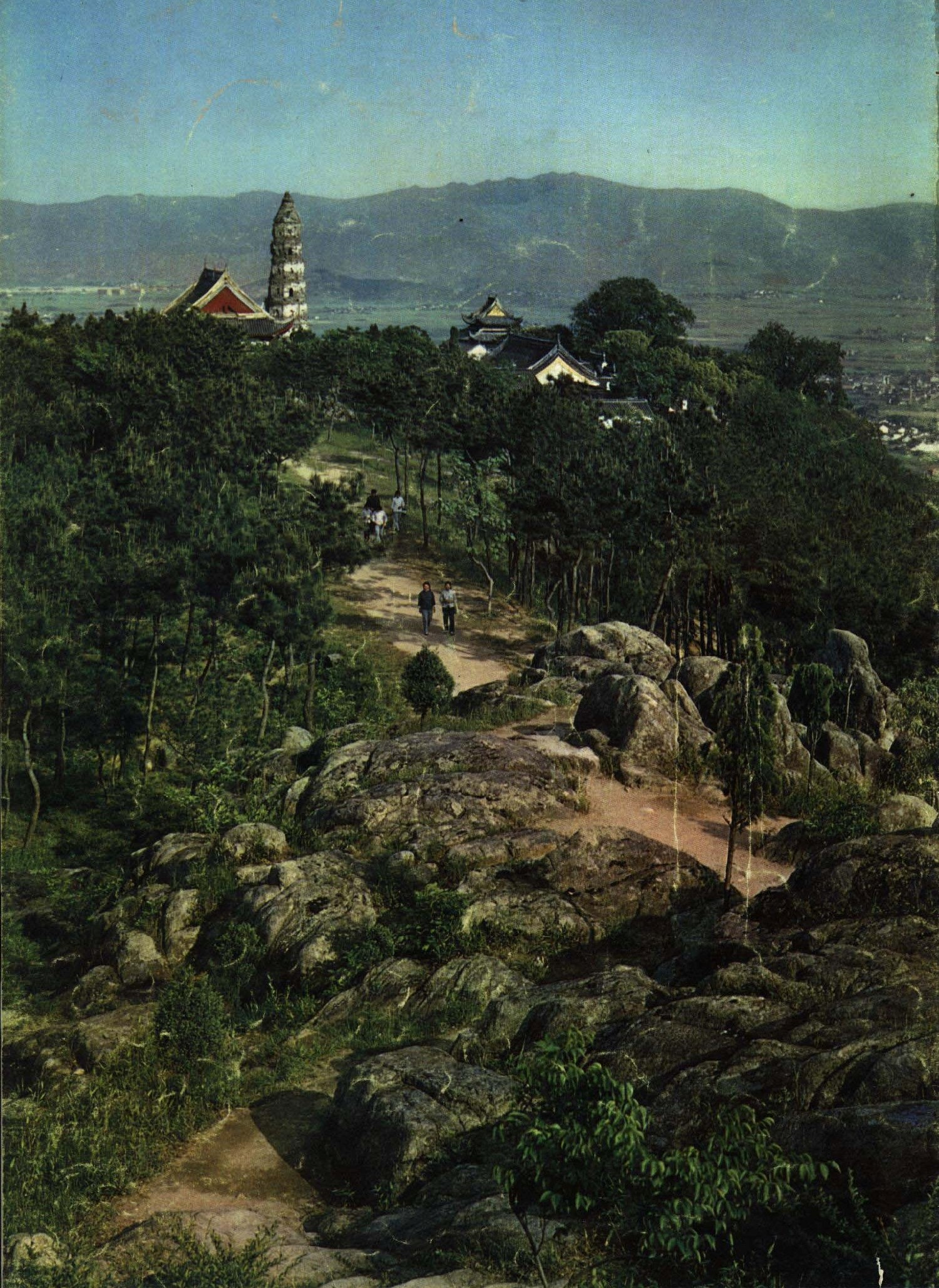
1965年 苏州灵岩山

靈岩山是中国江苏省苏州市内的一座山，位于苏州西南三十里的木渎镇旁，高182米。

## 名称
靈岩山有多个名称。
比如称为石城山，原因是因为它尤其南坡陡峭，犹如城墙，传说吴国曾经在上面筑城。
另一个名称是砚石山，原因是因为山上的石头可以制砚台。
由于它陡峭，而山顶又平缓，因此看上去如同一块方形的印，因此也有玉符山或方山的称法。
春秋时期吳王闔閭曾在靈岩山造姑蘇台，靈岩山又称姑蘇山。

## 古迹
靈岩山的山顶上有一唐朝时期开琢的石窟，内有一释迦牟尼像，高五米，并有一些唐朝和宋朝时期留下的题字。山顶有灵岩山寺。
山西南脚有韩世忠墓。

## 图册
- 景区入口
- 灵岩山寺大门
- 石雕
- 灵岩石龟
- 门牌
- 大雄殿